# Wregas Bhanuteja
Wregas Bhanuteja, né le 20 octobre 1992 à Yogyakarta en Indonésie, est un réalisateur et scénariste indonésien. Il est le premier réalisateur indonésien à avoir remporté un prix au Festival de Cannes en recevant le Prix Découverte Leica Cine du court métrage lors de l'édition 2016 pour son court métrage Prenjak.

## Biographie
Wregas Bhanuteja a étudié la réalisation de courts métrages au De Britto College High School de Yogyakarta puis la réalisation de film au Jakarta Institute of Arts, où il réalise son premier court métrage, Senyawa.
Son troisième court métrage, Lembusura, a été sélectionné lors de la 65e édition de la Berlinale en 2015 en compétition pour l'Ours d'or du meilleur court métrage. À seulement 22 ans, il était le plus jeune réalisateur en compétition.
En 2016, Wregas Bhanuteja écrit et réalise un nouveau court métrage nommé Prenjak (In The Year of Monkey). Le film raconte l'histoire de Diah qui, ayant besoin d'argent, propose à Jarwo d'acheter une allumette pour 10 milles roupies et de regarder son sexe avec. Le court métrage a été retenu pour le Festival de Cannes 2016 et a remporté le Prix Découverte Leica Cine du court métrage.
Wregas Bhanuteja réalise son premier long métrage Photocopier (film) (en) en 2021. Le film est présenté pour la première fois lors de la 26e édition du Festival international du film de Busan. Le film raconte l'histoire de Sur, une jeune fille qui perd sa bourse d'études après qu'un selfie d'elle ivre ait circulé sur Internet. Bhanuteja remporte le prix du Meilleur Réalisateur ainsi que le prix du Meilleur Scénario Original lors du Festival du film indonésien 2021, équivalent indonésien des Oscars du cinéma. Netflix a acquis les droits de diffusion du film.

## Vie privée
Wregas Bhanuteja entretient une relation avec Ersya Ruswandono qui a travaillé comme directrice de la photographie sur plusieurs de ses courts métrages.

## Filmographie

### Réalisateur
Longs-métrages
- 2021 : Photocopier (film) (en)

Courts et moyens-métrages
- 2012 : Senyawa
- 2014 : Lemantun
- 2015 : Lembusura
- 2016 : The Floating Chopin
- 2016 : Prenjak
- 2017 : Dry Season in My House
- 2018 : Waung (Warmest Regards from a Dog)
- 2019 : Tak Ada Yang Gila Di Kota Ini (No One Is Crazy in This Town)

### Scénariste
- 2012 : Senyawa
- 2014 : Lemantun
- 2015 : Lembusura
- 2016 : The Floating Chopin
- 2016 : Prenjak
- 2017 : Dry Season in My House
- 2018 : Waung (Warmest Regards from a Dog)
- 2019 : Tak Ada Yang Gila Di Kota Ini (No One Is Crazy in This Town)
- 2021 : Photocopier (film) (en)

## Récompenses et nominations
| Année | Catégorie                                   | Cérémonie                                        | Film                         | Résultat   | Notes                                                    | Ref.   |
| ----- | ------------------------------------------- | ------------------------------------------------ | ---------------------------- | ---------- | -------------------------------------------------------- | ------ |
| 2015  | Ours d'or du meilleur court métrage         | Berlinale 2015                                   | Lembusura                    | Nomination |                                                          | [ 9 ]  |
| 2015  | Meilleur court métrage                      | Festival international du film de Hong Kong 2015 | Lembusura                    | Nomination |                                                          | [ 9 ]  |
| 2016  | Queer Palm                                  | Festival de Cannes 2016                          | Prenjak                      | Nomination |                                                          | [ 10 ] |
| 2016  | Prix Découverte Leica Cine du court métrage | Festival de Cannes 2016                          | Prenjak                      | Lauréat    | Premier film indonésien récompensé au Festival de Cannes | [ 11 ] |
| 2016  | Meilleur court métrage de fiction           | Festival international du film de Melbourne 2016 | Prenjak                      | Lauréat    |                                                          | [ 9 ]  |
| 2016  | Meilleur court métrage d'Asie du Sud-Est    | Festival international du film de Singapour 2016 | Prenjak                      | Lauréat    |                                                          | [ 9 ]  |
| 2020  | Grand Prix du Jury du court-métrage         | Festival du film de Sundance 2020                | No One is Crazy in This Town | Nomination |                                                          | [ 9 ]  |
| 2021  | Citra Award du Meilleur Réalisateur         | Festival du film indonésien 2021                 | Photocopier                  | Lauréat    |                                                          | [ 9 ]  |
| 2021  | Citra Award du Meilleur Scénario Original   | Festival du film indonésien 2021                 | Photocopier                  | Lauréat    |                                                          | [ 9 ]  |
| 2021  | Meilleur Film                               | Festival international du film de Busan 2021     | Photocopier                  | Nomination |                                                          | [ 9 ]  |